# Nuktawiyya
La Nuktawiyya (en arabe : نقطوية) est un mouvement fondé par Mahmûd Pasīkhānī (en persan : محمود پسیخانی) quand il se proclame le Mahdi en 1397. Le groupe est une branche de l'hurufisme, dont Pasīkhānī a été exclu pour son arrogance. Il est apparu pour la première fois à Anjudan, près de Kachan (Iran), une région connue pour son islam chiite nizari ismaélien. Le groupe a tenté de proclamer  Tahmasp Ier comme Mahdi après la mort de Pasikhani.

## Doctrines
Mahmoud Pasikhani ne s'est jamais marié et a encouragé le célibat parmi ses disciples en disant que les célibataires ont atteint le rang de wāḥid, qui a la valeur numérique de dix-neuf.[pas clair] Les Nuktawi accordaient une importance exceptionnelle au nombre dix-neuf.
Ils défendaient également une vision cyclique du temps, qui rappelle celle des Isma'ilis. Les Nuktawi estimaient que la durée totale de l'existence de la Terre était de 64 000 ans, divisée en quatre périodes de 16 000 ans, elles-mêmes subdivisées en deux sections de 8 000 ans, l'une arabe et l'autre persane.

## Influences intellectuelles
Les Nuktawi tirent la plus grande partie de leur doctrine de l'hurufisme. Le lien personnel entre Mahmoud Pasikhani et Fazlallah Astarabadi (m.1394), fondateur du hurufisme, est le plus évident. Les influences notables sont l'obsession des significations numériques et phonémiques des lettres de l'alphabet persan. De même, Astarabadi s'était proclamé Mahdi ainsi que Jésus revenu. Comme de nombreux groupes musulmans dissidents en Iran, les Hurufis pensaient que le Javedanname d'Astarabadi abrogeait la révélation précédente (c'est-à-dire le Coran).

## Influences modernes
Les écrits d'Ali Mohammad Shirazi, connu sous le nom de Báb, contenaient de nombreux chronogrammes codifiés, des interprétations cabalistiques, des figures talismaniques, des tables astrologiques et des calculs numériques, dont certains semblent similaires au symbolisme Nuktawi. ʿAlī Muḥammad Nāżim al-Sharī'ah affirme que le Báb a appris les doctrines Nuqtavi alors qu'il était emprisonné à Maku et qu'il les a incorporées directement dans son Bayān . Saiedi affirme cependant que si certains éléments de l'école Nuktawi sont confirmés dans les écrits du Báb (Nuqtaye Ula), l'accent littéral mis par l'école Nuqtavi sur les lettres en tant qu'éléments directs de la création divine est étranger aux enseignements du Báb ; ses enseignements n'ont pas grand-chose à voir avec la question des lettres proprement dites ou de leur caractère divin littéral, mais concernent plutôt une vision mystique du monde où le caractère sacré des êtres humains est l'image de Dieu.
.